# Horacio Salgán

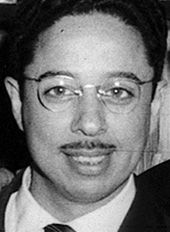
Horacio Salgán

Horacio Salgán (* 15. Juni 1916 in Buenos Aires, Argentinien; † 19. August 2016 ebenda) war ein argentinischer Orchesterleiter in den 1940- und 1950er-Jahren.
Er prägte mit seinen Kompositionen, seinem Klavierspiel und seinen Arrangements sowie seiner jahrelangen Lehrtätigkeit den Tango in der zweiten Hälfte des 20. Jahrhunderts maßgeblich. Er schuf Klassiker des Tango wie A Fuego Lento und Don Agustín Bardi.